# 보은 회인향교
보은 회인향교(報恩 懷仁鄕校)는 충청북도 보은군 회인면에 있는 향교이다. 1981년 12월 26일 충청북도의 유형문화재 제96호 회인향교(懷仁鄕校)로 지정되었으나, 2013년 1월 18일 현재의 문화재 명칭으로 변경되었다.

## 개요
향교는 훌륭한 유학자를 제사하고 지방민의 유학교육과 교화를 위하여 나라에서 지은 교육기관이다.
조선 세종(재위 1418∼1450) 때 세워진 후 선조 25년(1592) 임진왜란으로 불타자 보은향교와 합하였다가 광해군 3년(1611)에 다시 지었다. 그 후 여러 차례의 수리가 있었다. 현재 대성전·명륜당·내삼문 등이 남아있다.
공부하는 공간인 명륜당을 앞에 두고 제사하는 공간인 대성전을 뒤에 오도록 한 전학후묘의 배치를 보이고 있다. 대성전에는 공자를 비롯하여 중국과 우리나라 유학자의 위패를 모시고 있다. 명륜당은 학생들이 모여서 공부하는 강당으로, 1층이 모두 개방된 누문 형식의 특이한 건물이다.
조선시대에는 나라에서 토지와 책·노비를 지급받아 운영되었으나 현재는 교육적 기능은 없어지고 제사의 기능만 남아있다. 『교생초안』·『향교유계안』 등 이 지방 향토사연구에 귀중한 많은 책을 소장하고 있다.

## 같이 보기
- 향교

## 참고 자료
- 보은 회인향교 - 국가유산청 국가유산포털